# Јеврејски историјски музеј
Јеврејски историјски музеј Савеза јеврејских општина Србије је музејска институција која приказује историјска кретања и културу јеврејских заједница на тлу бивше Југославије, од првих јеврејских насеобина из римског периода до краја Другог светског рата. Налази се у улици Краља Петра 71 је у Београду.

## Формирање
Формирање Јеврејског историјског музеја почело је 1948. године када је организовано Музеолошко-историјско одељење Савеза јеврејских општина Југославије. Интензивним прикупљањем грађе и експоната из свих крајева бивше Југославије, откупом и поклонима, основан је Музеј као посебна целина али у оквиру Савеза јеврејских општина Југославије. Прва стална поставка музеја отворена је 1959. године а друга, која стоји и данас, 1969. године.
Стална поставка Јеврејског историјског музеја садржи документа, фотографије, тродимензионалне експонате и ликовна дела - приказујући хронолошки историјска кретања и културу јеврејских заједница на тлу бивше Југославије.

## Архив
Музеј поседује историјске, етнолошке и ликовне збирке сакупљене из свих крајева бивше Југославије. Архивска делатност једна је од главних делатности Музеја. У архиву се чува и обрађује грађа из периода од 1941, затим велики део грађе који се односи на Други светски рат и холокауст и грађа која се односи на послератни период. Такође, Музеј има спискове јеврејских жртава геноцида (по градовима) и спискове исељених у Израел (1948—1952). Осим тога Музеј има збирке предратних јеврејских листова и публикација различитог карактера. Музеј поседује велики архив докумената насталих током рада јеврејских општина и других јеврејских институција које су вековима деловале на овом простору. Већина докумената уништена је током холокауста. Оно што је сачувано великим делом се налази у музеју и његовом архиву. Архив је свакодневно отворен за истраживаче и студенте. Музеј сарађује са многобројним институцијама широм света и на захтев доставља жељене податке.

## Изложбена делатност
Изложбена делатност је такође добро развијена. Приређују се изложбе историјског, етнолошког и ликовног садржаја са јеврејском тематиком. Данашњу поставку приредила је проф. др Видосава Недомачки. Стална поставка заузима простор од 200 метара квадратних. Приказане су синагоге, гробља, обичаји, јеврејско друштво и школство, угледне личности и уметници. Од 1952. до 1999. године музеј је приредио 34 изложбе. Музеј годишње посети око 3000 људи што је више од 150 000 од оснивања музеја.

## Периодика
Музеј је од 1954. до 1970. године периодично издавао Јеврејски алманах. Од тада, од периодичних публикација издаје Зборник (1—6) са резимеима на енглеском језику. Уз сваку изложбу Музеј штампа типске каталоге или у виду проспеката са текстом и фотографијама или у виду књиге мањег формата.
Издаје и пригодне публикације а од 1944. Музеј квартално издаје свој Билтен (на српском и енглеском), а у последњих неколико година се на енглески преводе и изложбени каталози.

## Зграда музеја
Зграда у којој се налази Јеврејски историјски музеј подигнута је 1928. године за потребе Јеврејске сефардске општине у Београду. Архитекта здања био је Самуел Сумбул. За време Другог светског рата у згради се налазио немачки „културбунд“. После рата део зграде је национализован.
Данас се на првом спрату зграде налази музеј.
На другом спрату је седиште Јеврејске општине Београд као и Хор Браћа Барух.
На трећем спрату су просторије Савеза јеврејских општина Југославије и канцеларије Рабина. У згради се такође налазе библиотека и од 1992. године хуманитарна апотека. Зграда музеја налази се у Улици краља Петра 71а у Београду.